# Arctostaphylos regismontana
Arctostaphylos regismontana är en ljungväxtart som beskrevs av Alice Eastwood. Arctostaphylos regismontana ingår i släktet mjölonsläktet, och familjen ljungväxter. Inga underarter finns listade i Catalogue of Life.

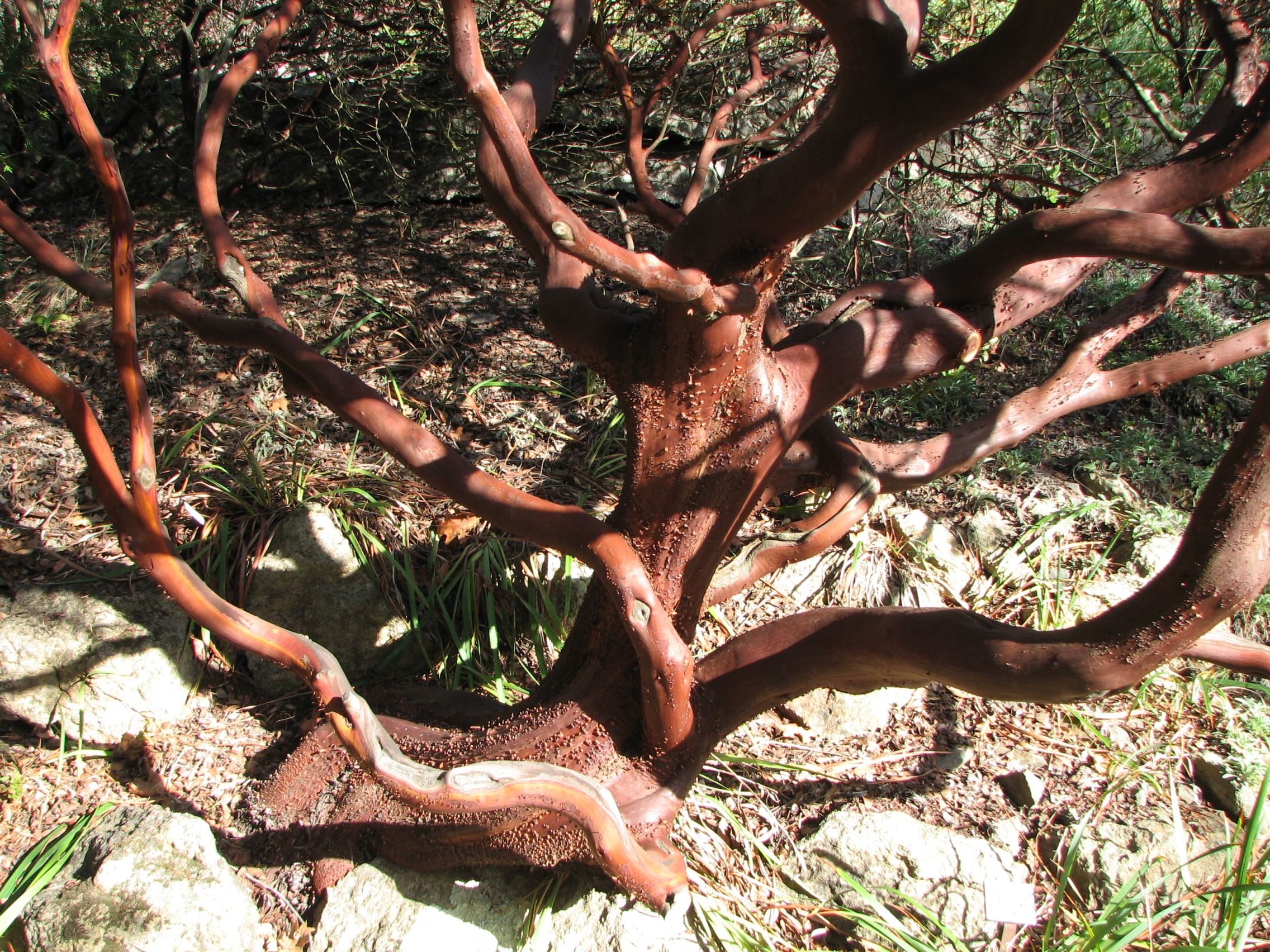
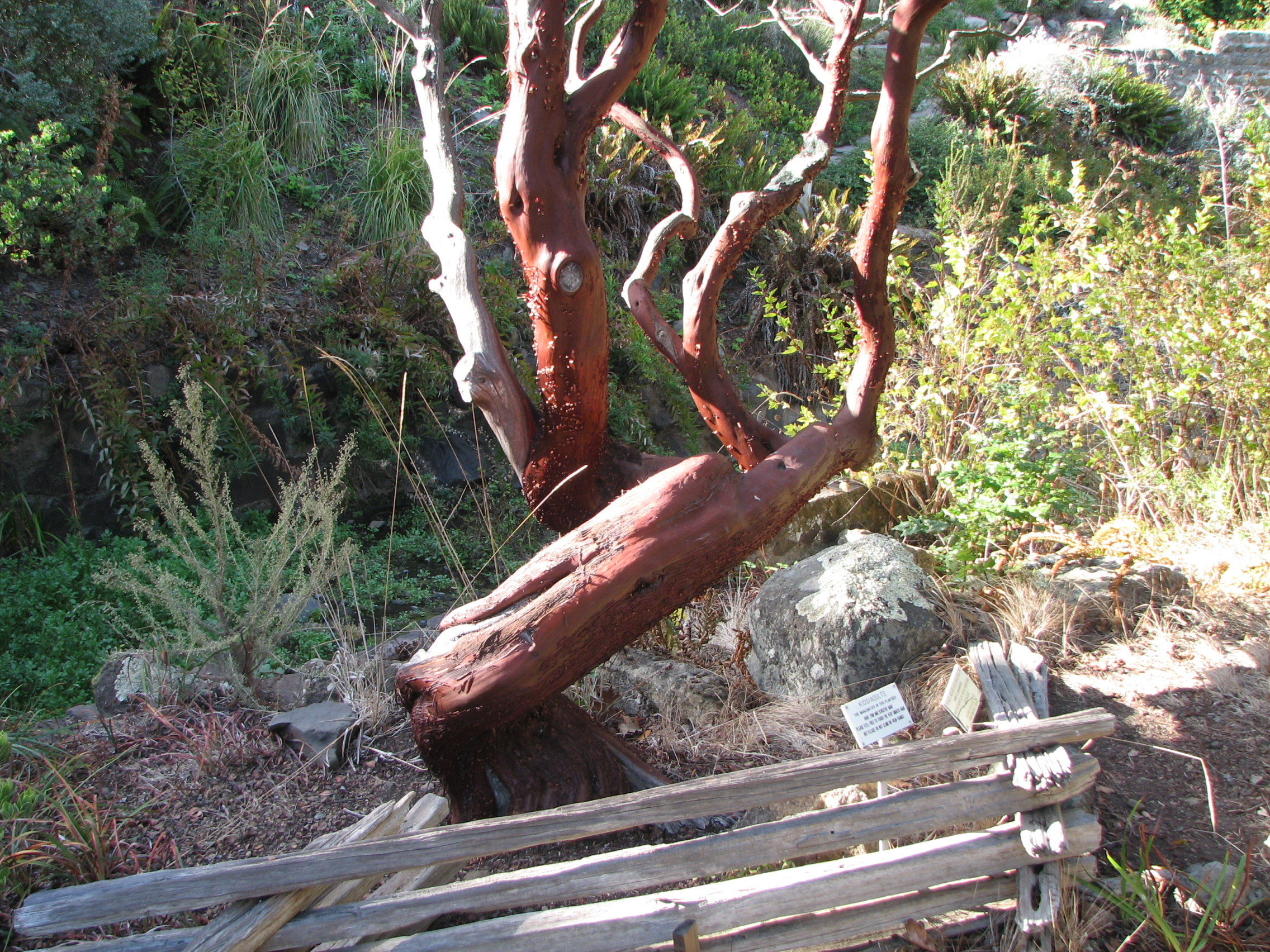
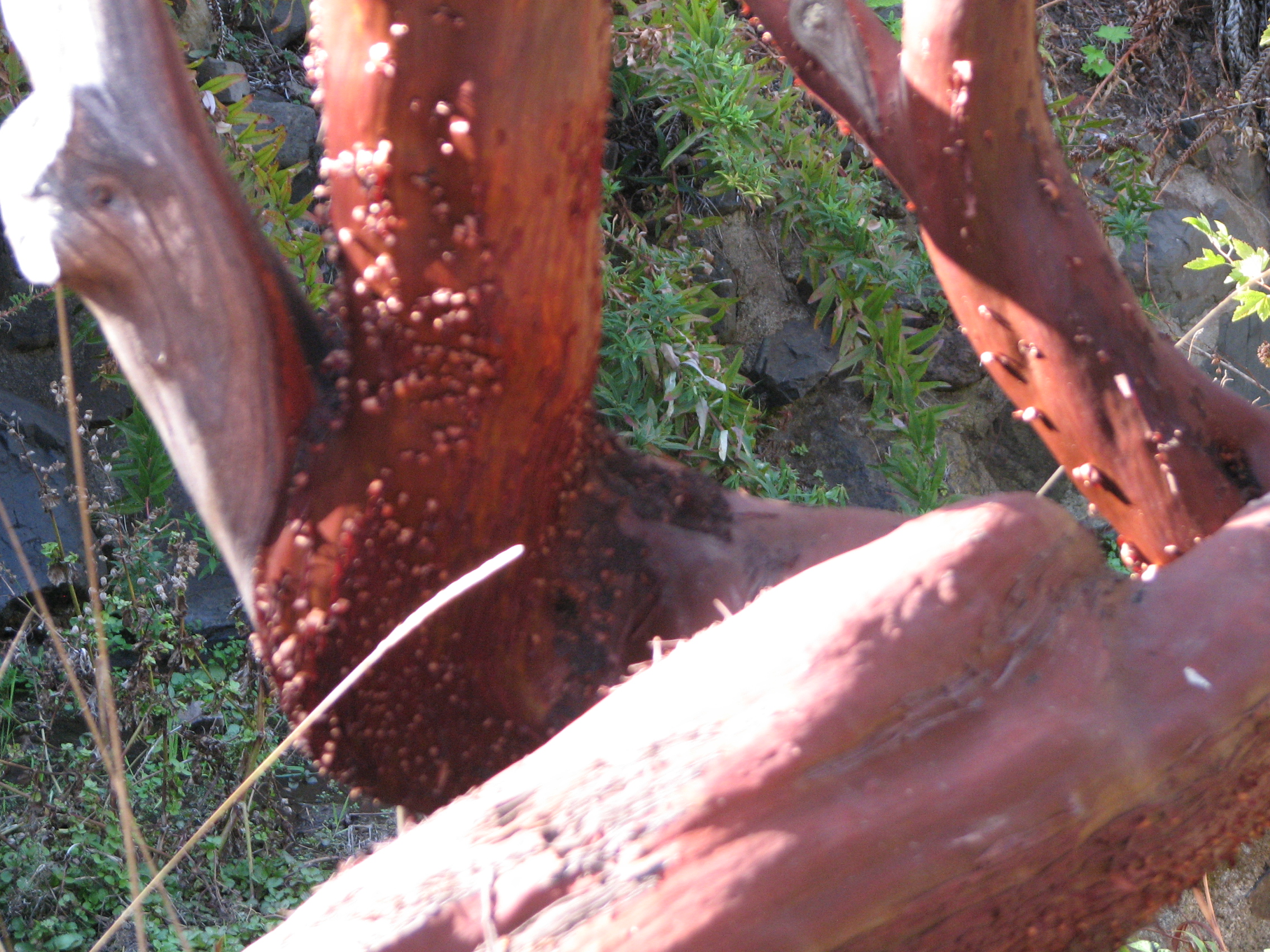
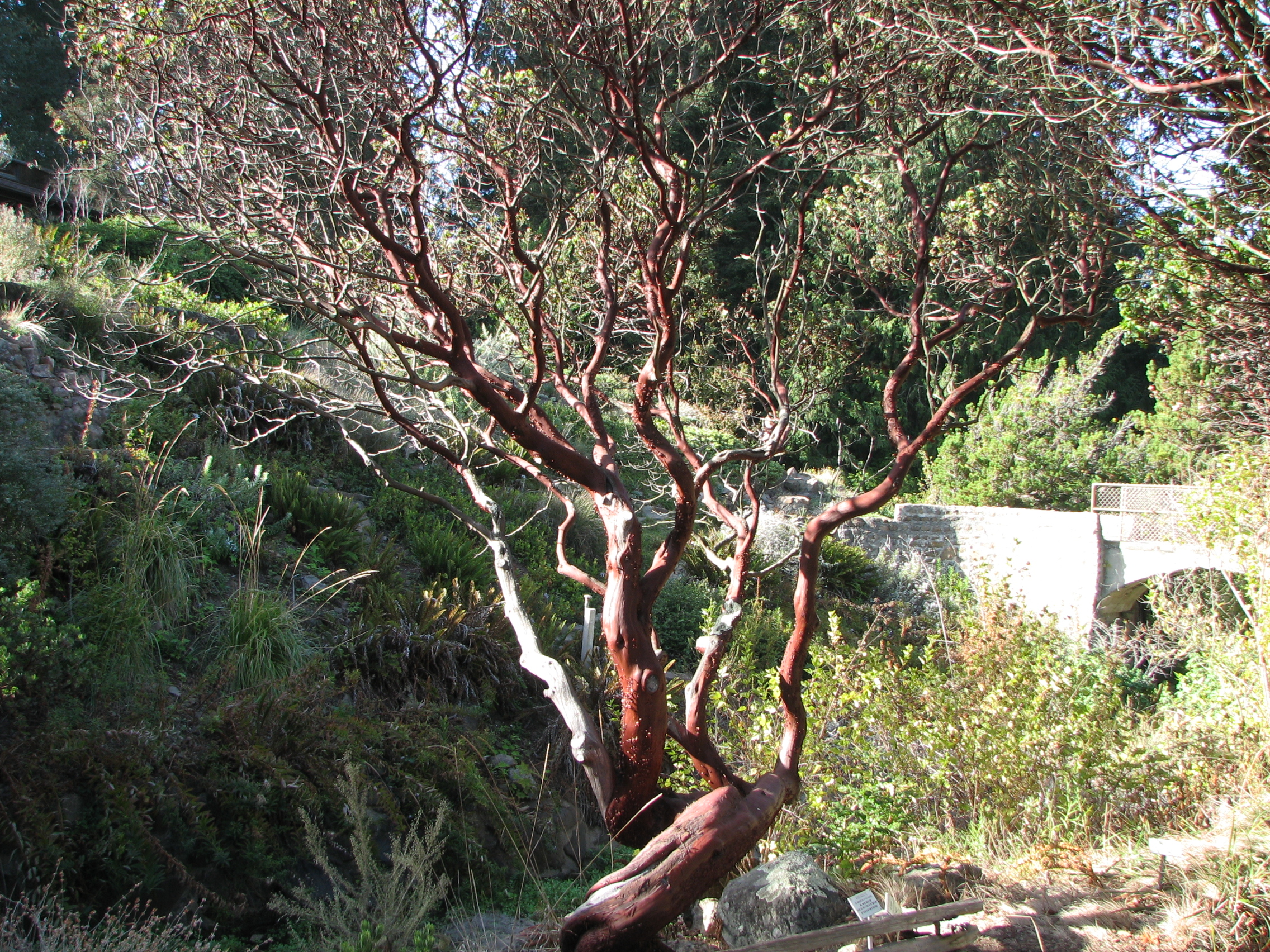